# Station Komagabayashi
Station Komagabayashi (駒ヶ林駅, Komagabayashi-eki), is een metrostation in de wijk Nagata-ku in de Japanse stad Kōbe. Het wordt aangedaan door de Kaigan-lijn. Het station heeft twee sporen, gelegen aan een enkel eilandperron.  

## Treindienst

### Metro van Kobe
Het station heeft het nummer K09.
| 1 | ■ Kaigan-lijn | richting Wadamisaki en Sannomiya-Hanadokeimae |
| 2 | ■ Kaigan-lijn | richting Shin-Nagata                          |

## Geschiedenis
Het station werd in 2001 geopend. 

## Stationsomgeving
- Asta Kunidzuka (stadsvernieuwingsproject)
  - Circle-K
- Komagabayashi-schrijn
- West Kōbe center street (winkelpromenade)
- Agro (bouwmarkt)
- 7-Eleven

Sannomiya-Hanadokeimae · Kyūkyoryūchi-Daimarumae · Minato Motomachi · Harborland · Chūō-Ichibamae · Wadamisaki · Misaki-Kōen · Karumo · Komagabayashi · Shin-Nagata